# François Just Marie Raynouard
François Just Marie Raynouard (Brignoles, 18 de septiembre de 1761-Passy, 27 de octubre de 1836) fue un abogado, lingüista, escritor, dramaturgo y filólogo francés.
Raynouard nació en Brignoles en Provenza, se formó como abogado y practicó en Draguignan. En 1791 representó al departamento de Var en la Asamblea Nacional Legislativa, pero tras la caída de su partido, los girondinos, pasó a la clandestinidad. Descubierto y encarcelado en París, escribió su obra Caton d'Utique (1794) durante su encarcelamiento.
En 1803 ganó el premio de poesía del Institut de France. Éléonore de Bavière y Les Templiers fueron aceptados por la Comédie-Française. Les Templiers se produjo en 1805 y, a pesar de la oposición de Geoffroy, fue un gran éxito. Elegido miembro de la Académie française en 1807, elegido miembro de la Académie des Inscriptions et Belles-Lettres en 1816, Raynouard fue admitido como secrétaire perpétuel de la Académie française en 1817. De 1806 a 1814 representó al departamento de Var en el Corps législatif.
Raynouard escribió otras obras, una de ellas, Les États de Blois (representada en 1810), ofendió a Napoleón Bonaparte por su libertad de expresión. Al darse cuenta de que el gusto del público había cambiado y que el romanticismo triunfaría, Raynouard abandonó el escenario y se dedicó a los estudios lingüísticos. Su investigación sobre el provenzal fue algo inexacta, pero su entusiasmo y perseverancia allanaron el camino para el estudio del tema.

## Obras

### Teatro
- Caton d'Utique, 1794
- Les Templiers, estrenada en la Comédie-Française le 24 floréal an XIII (14 de mayo de 1805).
- Éléonore de Bavière, 1805
- Les États de Blois ou la mort du duc de Guise, 1809
- Don Carlos, no presentada
- Deborah, no presentada.
- Charles Ier, no presentada.
- Jeanne d'Arc à Orléans, no presentada.

### Poesía
- Socrate dans le temple d’Aglaure, 1803.[5]
- L'immolation des templiers

### Historia
- Recherches sur l’antiquité de la langue romane, 1816
- Éléments de la grammaire de la langue romane, 1816
- La Grammaire des troubadours, 1816
- Des troubadours et les cours d’amour, 1817
- Grammaire comparée des langues de l’Europe latine dans leurs rapports avec la langue des troubadours, 1821
- Choix des poésies originales des troubadours, 6 vol., 1816–1821
- Lexique de la langue des troubadours, 1824
- Histoire du droit municipal en France, sous la domination romaine et sous les trois dynasties, 1829
- Nouveau choix des poésies originales des troubadours, 1836–1844
- Lexique roman, 6 vol., 1838–1844
  - Tome 1
  - Tome 2, A-C
  - Tome 3, D-K
  - Tome 4, L-P
  - Tome 5, Q-Z
  - Tome 6, Appendice, vocabulaire